# Generation (serie televisiva 2021)
Generation (reso graficamente Genera+ion) è una serie televisiva statunitense del 2021.
Il 14 settembre 2021 la serie è stata ufficialmente cancellata.

## Trama
Un gruppo di studenti delle scuole superiori esplora e si confronta con una realtà ricca di sfaccettature e colori, cercando di misurarsi con i nuovi paradigmi della loro generazione (sessualità, sesso, politica, etc.) scontrandosi spesso con le idee conservative dei loro contesti familiari e sociali. Il gruppo di ragazzi e ragazze, le cui vicende sono narrate dai diversi punti di vista, matura ed elabora sulle proprie idee nuovi concetti di famiglia, d'amore e di vita.

## Episodi
| Stagione       | Episodi | Pubblicazione USA | Pubblicazione Italia |
| -------------- | ------- | ----------------- | -------------------- |
| Prima stagione | 16      | 2021              | 2021                 |

## Produzione
La serie è stata annunciata per la prima volta nel settembre 2019, quando è stato ordinato un episodio pilota. Martha Plimpton, Justice Smith, Chloe East, Michael Johnston, Nava Mau, Haley Sanchez, Uly Schlesinger, Nathanya Alexander, Lukita Maxwell e Chase Sui Wonders si sono uniti al cast nello stesso mese.
A dicembre, la produzione della serie è stata ufficialmente confermata.

### Riprese
Le riprese, iniziate nel settembre 2019, si sono svolte alla South Pasadena High School anche durante la pandemia di COVID-19.

## Promozione
Il trailer è stato pubblicato l'11 febbraio 2021.

## Distribuzione
La serie è uscita sulla piattaforma di streaming HBO Max l'11 marzo 2021.

## Accoglienza

### Critica
Sull'aggregatore di recensioni Rotten Tomatoes la prima stagione ha ottenuto un punteggio medio di su 7,4 su 10, sulla base di 27 recensioni; mentre su Metacritic di 60 su 100, su 12 recensioni.